# Sibylle d'Arménie
Sibylle d'Arménie, comtesse de Tripoli et princesse titulaire d'Antioche, née en 1240 et décédée en 1290, est la fille de Héthoum Ier de Barberon et d'Isabelle d'Arménie, et l'épouse de Bohémond VI d'Antioche.

## Biographie
Depuis plusieurs générations, des litiges opposaient le royaume arménien de Cilicie à la principauté d'Antioche. Cela avait commencé par la possession de villes qui se trouvaient sur la frontière entre les deux pays. Léon II d'Arménie fit prisonnier Bohémond III d'Antioche, mais la ville d'Antioche refusa de se livrer aux Arméniens. Finalement l'héritier de Bohémond III épousa la nièce de Léon II. Ils eurent un fils, Raymond-Roupen d'Antioche, mais Bohémond IV d'Antioche, fils cadet de Bohémond III, écarta son neveu de la succession d'Antioche. Il s'ensuivit une guerre entre l'oncle et le neveu, soutenu par Léon II. Bohémond IV finit par faire mourir son neveu. Bohémond IV eut un fils Philippe qui épousa Isabelle d'Arménie, la fille et héritière de Léon II. Mais ses convictions religieuses le firent détester de ses nouveaux sujets qui se révoltèrent. Le chef de la noblesse arménienne, Héthoum de Barberon, emprisonna Philippe, puis le fit tuer, et épousa sa veuve.
En 1250, Louis IX de France arriva en Terre Sainte et, soucieux de préparer les États latins d'Orient aux prochaines offensives mameloukes, entreprit de réconcilier les deux rivaux. Ceux-ci firent la paix et Sibylle, fille de Héthoum et d'Isabelle, épousa Bohémond VI d'Antioche, le petit-fils de Bohémond IV et le neveu de Philippe.
Ils eurent :
- Bohémond VII, comte de Tripoli († 1287)
- Isabeau
- Lucie, comtesse de Tripoli († 1299)
- Marie († 1280), mariée à Nicolas de Saint-Omer († 1294), seigneur de Thèbes, bailli de Morée

À la mort de Bohémond VI (1275) et pendant la minorité de Bohémond VII, Sibylle assura la régence du comté de Tripoli, qui lui fut contestée par Hugues III de Poitiers-Lusignan, roi de Chypre et de Jérusalem.
Quand Bohémond VII mourut (1287), Lucie, sa sœur et héritière, était à Auxerre, en France. Sibylle assura de nouveau la régence avec Bertrand du Gibelet, le temps que Lucie arrive à Tripoli.
Sibylle mourut en 1290.